# Брахистохрона
Брахистохроната (от старогръцки: βράχιστος – „най-кратко“, от старогръцки: χρόνος – „време“) е кривата, по която една материална точка се придвижва за най-кратко време от една точка до друга под действието на постоянна гравитация (без триене).

## История на задачата
Първият известен опит за решаване на тази задача е на Галилей от 1638 г. Въпреки че достига до правилния извод, че кръгова дъга между двете точки дава по-малко време отколкото правата линия, Галилей не успява да реши задачата и погрешно решава, че решението е кръгова дъга. През юни 1696 г. Йохан Бернули публикува статия в Acta Eruditorum (първото научно списание в немскоговорещите държави) целяща да покаже, че математичният анализ е необходимо и достатъчно условие да се решат всички задачи в класическата геометрия. В края на тази статия Бернули за пръв път формулира задачата. Той дава името брахистохрона на тази задача, която е била трудна за своето време, и затова я разпраща на своите колеги математици и физици с предложение за състезание и определя шестмесечен срок за нейното решаване. На 1 януари 1697 г. той изпраща задачата и на Нютон, който обаче не му отговаря официално. Въпреки това Нютон скицира кратко геометрично решение и го дава своя приятел Чарлз Монтейг, който е президент на Британско кралско научно дружество. В своето решение Нютон достига до правилната крива и Монтейг го публикува анонимно. Представителите на математичния свят са изумени от трудността на задачата. Френският математик Пиер Варигнон признава, че тя му се вижда твърде трудна още от самото начало, а Лопитал иска отсрочка и настоява задачата да се преформулира като чисто математичен проблем, защото физиката го обърква. Лайбниц дава висока оценка на задачата и в писмо до Бернули прави намек хвалещ се, че я решил за една нощ. Въпреки че Лайбниц наистина съставя правилното диференциално уравнение, описващо кривата, той все още не може да намери коя крива е решение на това уравнение. Бернули получава от свой приятел анонимното решение на Нютон и пише на Лайбниц, че е твърдо убеден, че решението е на Нютон и че „разпознава тигъра по драскотината на нокътя“. Фразата датира от времето на Плутарх и благодарение на този случай става отново модна в Европа. След като не успява да впримчи Нютон в своя капан, Бернули губи интерес към състезанието и се налага Лайбниц да публикува получените правилни решения. През май 1697 г. Лайбниц публикува в Acta получените пет решения: собственото решение на Йохан Бернули, решение на неговия по-възрастен брат Якоб Бернули, едно решение от Лопитал (вероятно достигнато с помощта на Йохан Бернули), решение от Чирнхаус и препечатка от седем реда на решението на Нютон.

## Решението на Йохан Бернули
Решението на Йохан Бернули е просто и хитроумно, той свежда задачата до оптичен проблем и използва принципа на Ферма: линията по която топчето би се спуснало най-бързо е същата като траекторията на светлинен лъч преминаващ през флуид с променлива плътност. Скоростта на тяло падащо свободно в хомогенно гравитационно поле е:
{\displaystyle v={\sqrt {2gy}}},
като скоростта на тялото дори и при движение по произволна крива не зависи от хоризонталното отместване поради запазване на енергията (триене не се отчита). Бернули забелязва, че при падане на лъч светлина в среда с променлива плътност отношението sinθ/v е константа поради закона на Снелиус:
{\displaystyle {\frac {\sin {\theta }}{v}}={\frac {1}{v}}{\frac {dx}{ds}}={\frac {1}{v_{m}}}},
където vm е константа, а {\displaystyle \theta } е ъгъла между траекторията и вертикалата. Това води до следните заключения:
1. В началото траекторията е тангентна на вертикалата в точката от която започва спускането на тялото
2. Скоростта достига максимална стойност когато траекторията стане хоризонтална, тоест при θ = 90°

Означавайки координатите на тялото с (x,y) в произволен момент и с (0,0) в началото, то достига максимална скорост след падане на разстояние D по вертикалата:
{\displaystyle v_{m}={\sqrt {2gD}}}.
Вдигайки на квадрат закона на Снелиус се получава:
{\displaystyle v_{m}^{2}dx^{2}=v^{2}ds^{2}=v^{2}(dx^{2}+dy^{2})}
което може да се реши за dx:
{\displaystyle dx={\frac {v\,dy}{\sqrt {v_{m}^{2}-v^{2}}}}}.
Замествайки изразите за v и vm се получава:
{\displaystyle dx={\sqrt {\frac {y}{D-y}}}dy}
Което е диференциалното уравнение на циклоида генерирана от кръг с радиус D.

## Параметрични уравнения
Брахистохроните могат лесно да бъдат описани в едно параметрично уравнение, което означава, че техните точки могат да се представят като вектори, вариращи в зависимост от параметъра си. Като функция на ъгъла φ (в радиани) с подвижен радиус R, в Х и Y-координатна система:
{\displaystyle x=R\cdot (\varphi -\sin \varphi )\,,}
{\displaystyle y=R\cdot (-1+\cos \varphi )\,.}
Тези параметрични уравнения показват, че брахистохроната всъщност е циклоида.